# Pole position

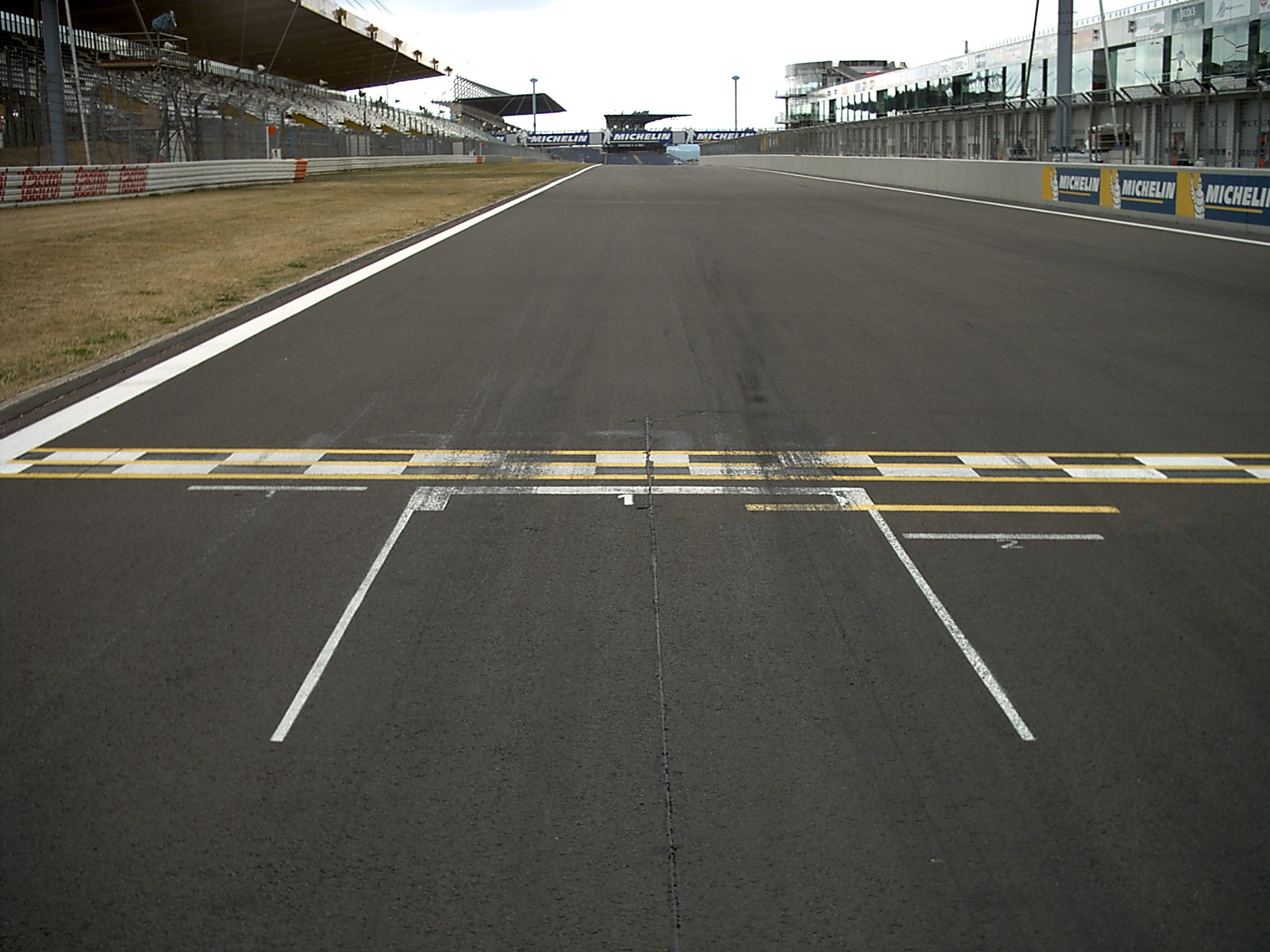
Pole position

Pole position (česky startovní postavení) je termín, který v mnoha motoristických sportech označuje první startovní pozici, kterou jezdec získal na základě vítězství předchozí kvalifikační jízdy či jízd. Způsob určování této pozice je v různých sportech odlišný, v některých se odlišuje i historicky.

## Původ termínu
Termín pole position však nevznikl v motoristických sportech, ale pochází z dostihů, kde termín označuje závodníka s číslem jedna, který běží na vnitřní straně závodiště. V motoristickém sportu termín změnil svůj význam a stal se tak označením pro první startovní pozici.

## Pole position v jednotlivých sportech
Pole position se určuje v mnoha sportech, ačkoli obecně lze říci, že největší význam má asi ve Formuli 1, kde se na některých tratích velmi špatně předjíždí a první pozice na startu tak znamená pro zkušeného pilota velkou výhodu.

### Formule 1
Formule 1 během své historie několikrát změnila kvalifikační systém pro získávání pole position. Od prvního sjednoceného šampionátu v roce 1950 až do mistrovství v roce 1995 se používal systém dvou jednohodinových rozjezdů. První se konal v pátek a druhý v sobotu pole positions pak měl ten závodník, který zajel nejrychlejší kolo.
V sezónách 1996-2002 se v sobotu konala jedna hodinová jízda, během níž měli piloti povoleno dvanáct kol, přičemž pole positions získal jezdec s nejrychlejším kolem. Piloti mohli po dojetí kola jízdu přerušit a v případě potřeby se k dalším kolům vrátit, jelikož bylo uznáváno i dojetí po vypršení časového limitu, pokud kolo bylo započato před vypršením limitu, tím se toto přerušování stalo součástí taktiky.
V sezóně 2003 a sezóně 2004 platila pro určování pole positon prakticky stejná pravidla jako v předchozím období, pouze bylo zavedeno, že se jezdí již za benzín určený pro závod. To vedlo k tomu, že první půlhodinu stáje prostě nejezdily a tak se to stalo divácky neatraktivní.
Pro mistrovství světa 2005 byla pravidla upravena k dvoudennímu systému, který se však neosvědčil, proto se systém vrátil k roku 2004.
Mistrovství světa 2006 začalo používat relativně složitý systém, ve kterém je hodinová kvalifikace rozdělena do tří patnácti minutových kvalifikací, oddělených přestávkou na televizní reklamu. V prvních patnácti minutách jedou všechna auta libovolný počet kol, přičemž se započítává jedno nejrychlejší. Po patnácti minutách postoupí šestnáct nejrychlejších aut do druhého kola, šest nepostupujících si podle času rozdělí poslední tři startovní řady.
Nejrychlejších šestnáct pilotů jezdí stejným způsobem druhých patnáct minut, po nichž vypadne dalších šest nejpomalejších aut, které si podle času rozdělí startovní místa v šesté až osmé řadě.
Posledních patnácti minut se zúčastní deset nejrychlejších automobilů. Protože toto finále se již jede s benzínem určeným pro závod, je velmi důležité zvolit správnou taktiku. Pro tuto taktiku je už stěžejní představa, jestli se vyplatí jet na dvě či tři zastávky v boxech, protože auto, které má méně paliva, je lehčí a také rychlejší. Protože však není možné mezi závodem a tímto rozjezdem dotankovat, je nutno volit taktiku již před těmito jízdami.
Ve všech kolech mohou auta zajet do boxů a vrátit se kdykoli na trať, obecně u silných týmů platí taktika, že v prvních dvou rozjezdech odjedou minimum kol, aby šetřili monopost, v posledním pak zpravidla jezdí pět zahřívacích minut, aby spálili palivo, a pak se na konci pokusí o jedno či dvě případná rychlá kola. Zpočátku poslední část kvalifikace trvala dvacet minut, ale protože vznikala pauza, kdy nikdo nejezdil, došlo k jejímu zkrácení na patnáct. Ve všech třech kvalifikačních částech platí, že se započítává kolo, které bylo zahájeno před ukončením časového limitu. Po zavedení pravidla však platilo, že v poslední části je nutno dojet kolo před ukončením limitu.

### MotoGP
V MotoGP je od roku 2006 jednohodinová sobotní kvalifikace, kde jezdci mohou zajet neomezený počet kol, z nichž se započítává nejrychlejší. Před rokem 2006 jezdci jezdili kvalifikační trénink i v pátek. Většinou však časy zajeté v sobotu byly rychlejší, proto se od tohoto pravidla ustoupilo.
Snad jedinou situací, kdy o postavení na roštu rozhodovala páteční kvalifikace, byla situace, kdy v sobotu pršelo a trať byla pomalejší.

### Indianapolis 500
V 500 mil Indianapolis je první pozice určena na prvním ze čtyř kvalifikačních dnů, přičemž jsou s každým autem odjeta čtyři kola a jejich průměrná rychlost určí pořadí. Jezdci s rychlejšími časy začínají dříve než jezdci s časy pomalejšími, ale platí, že vyjíždí prvních třicet tři aut.